# Eupithecia glaucomictata
Eupithecia glaucomictata là một loài bướm đêm trong họ Geometridae.